# Xicallancatl
Xicallancatl o Xicalancatl es, en la mitología azteca, un gigante que vivió en la tierra durante la inundación del sol Atonatiuh, en la montaña llamada Cholollan. Es uno de los tantos gigantes fundadores de varias ciudades aztecas, ejemplo de ello es el fundador de la ciudad de Xicallancatl.